# Stateside (película)
Stateside es una película de drama/romántica de 2004 basada en una historia real. Es una aventura de amor sobre un chico rico de una secundaria con una actriz esquizofrénica. Los que los rodean les piden que mantengan distancia entre sí, pero ambos se niega. La película está basada en una verdadera historia real, supuestamente sobre la actriz Sarah Holcomb.
La película fue clasificada R por lenguaje, algo de sexualidad/desnudos, y copas a menores de edad. Fue estrenada el 21 de mayo de 2004 en cines, y lanzada en Vídeo/DVD el 12 de octubre de 2004.

## Sinopsis
La película sigue a un adolescente rebelde en irse de los infantes de marina que se enamora de una artista. La relación se ve amenazada cuando ella desarrolla una enfermedad mental.

## Recepción
Estrenada el 21 de mayo de 2004, la película fue un fracaso en la taquilla, y experimentó un plazo muy breve en los cines, haciendo sólo $113,620- La crítica fue en su mayoría negativa, y actualmente tiene un 24% positivo en Rotten Tomatoes.